# 歐賢
歐賢（1425年—？），字宗德，廣西梧州府蒼梧縣人，民籍，明朝政治人物。進士出身。

## 生平
廣西鄉試第二十二名。景泰二年（1451年）辛未科會試第一百八十一名，殿試登進士第三甲第十九名。

## 家族
曾祖歐惟禮。祖父歐仕榮。父亲歐紀。